# しまるーと
しまるーとは、パンドラボックス（PANDORA-BOX）が提供するメディアポータルである。
本項ではパンドラボックス本体と、関係の深い島根大学放送サークルについても記述する。

## 概要
2007年5月にFM山陰に出演した島根大学の学生グループを中心に島根大学放送サークル（以下放送サークル）を結成。2007年6月よりポッドキャストにて毎週3番組の配信開始し、2007年9月には放送サークルのインターネットラジオ番組公開ポータルサイト「しまるーと」が開設された。しまるーとはひらがなの「しま」と英語で「根」を意味する「るーと」を合わせ島根をもじったもの。
2008年3月、放送サークル設立メンバーの伊藤清治がしまるーとの制作など学生企画を運営する事務所として「PANDORA-BOX」を設立。放送サークルと一体なった活動を開始する。
地元イベントの運営、地元メディアへの出演など島根大学内に留まらない活動は松江市を中心として山陰において注目を集めている。
2013年6月から活動休止。ウェブサイトも閉鎖され、後述の「NOISY NIGHT!」も放送終了となった。再開時期は未定としている。

## メディア活動

### インターネットラジオ
毎週月曜から金曜19時から21時まで1～2本の生放送番組を自社制作で配信していた。19時台はエフエムいずもでサイマル放送しており、公共の電波を使用したラジオの生放送番組としては全国的にも極めて珍しい形態を採っていた。
出演者は放送サークルの学生を中心として、地元アーティスト、社会人も加わっている。番組ではメールによるメッセージ募集ではなく、しまるーと内に設置している掲示板に書き込まれたメッセージを読む形を採っている。全番組共通のエンディングテーマとしてCHUNKのサファイアを採用している。
このインターネットラジオの活動は地元紙でも取り上げられ、溝口善兵衛島根県知事の昼食会に招待されている。

### 地元メディアへの出演
上記のエフエムいずもへのインターネットラジオの配信に加えて、エフエムいずも制作番組「さわやかiステーション」、DARAZ FM制作の「NOISY NIGHT!」（毎週金曜22時～23時、活動休止に伴い放送終了）レギュラー出演を始めとして、NHKや民放、ケーブルテレビなど多種多様のメディアに登場していた。

## 地元企業とのコラボレート
島根県で松江市を中心に店舗展開をするみしまやの店内放送番組「みしまやインフォマーシャルステーション」を制作。インフォマーシャルは情報を表す「インフォメーション」と宣伝を表す「コマーシャル」をミックスさせた造語。玉造温泉主催のイベントでの司会、運営に携わった。
また、しまるーとの活動そのものに地元企業からスポンサーを受けている。